# Gunnar Knudsen
Gunnar Knudsen (n. Aanon Gunerius Knudsen, Saktrød, 19 de setembro de 1848 - Skien, 1 de dezembro de 1928) foi um engenheiro, armador, empresário e político norueguês, filiado ao partido Venstre. Ocupou o cargo de primeiro-ministro da Noruega em dois períodos: 1908-1910 e 1913-1920.

## Carreira empresarial
Retornando à Noruega, começou a trabalhar na Oficina Mecânica da Aker e depois foi para a Inglaterra onde estudou Técnica de Construção Naval no Estaleiro Piles em Sunderland. O primeiro navio que ele projetou para o estaleiro da família foi o Gambetta, em homenagem ao político francês Léon Gambetta. Foi lançado em 1871. A estadia na Inglaterra convenceu Knudsen de que os dias dos navios à vela logo acabariam e que a empresa familiar precisava começar a construir navios a vapor no futuro.
Gunnar e seu irmão Jørgen Christian assumiram o estaleiro de seu pai em 1872. Nos anos seguintes, eles também assumiram os navios de seu pai e os irmãos formaram um estaleiro e uma empresa de navegação juntos: JC og G. Knudsen. No período até 1879, Knudsen projetou cinco navios para a empresa. Ele nomeou o quinto como Crossroad; foi o último navio a vela que ele projetou. Em 1904, ele fundiu seus interesses em três empresas de navios a vapor na Borgestad Shipping AS.

## Carreira política
Em 1886, ele se tornou o prefeito de Gjerpen e em 1891 eleito governador de Telemark. Em 1891 Knudsen foi eleito para o Storting, tornando-se líder parlamentar em 1908 e líder do partido de 1909 a 1927. Ele foi eleito primeiro-ministro em 1908 e 1913. Na política social, o tempo de Knudsen como primeiro-ministro viu a aprovação da Lei do seguro de doença de Setembro de 1909, que previa cobertura obrigatória para empregados e trabalhadores abaixo de determinado limite de renda, representando aproximadamente 45% de todos os assalariados. No mesmo ano, o estado aprovou serviços gratuitos de parteiras para mães solteiras. Em 1915, os serviços gratuitos de parteiras foram estendidos às esposas de homens incluídos no regime nacional de seguro saúde.